# FC Jumilla
Fútbol Club Jumilla is een Spaanse voetbalclub uit Jumilla gelegen in Murcia. De club speelt in de Estadio Uva Monastrell van Jumilla.

## Geschiedenis van de club
De ploeg werd in 2011 opgericht ter vervanging van het failliet gegane Jumilla CF.  De ploeg kocht de licentie van Moratalla CF op en kon zo tijdens het seizoen 2012-2013 starten in de Tercera División.  Het eerste seizoen werd met een mooie vierde plaats afgesloten, wat de ploeg toegang gaf tot de play offs.  De ploeg werd echter tijdens deze nacompetitie uitgeschakeld.
Het seizoen 2013-2014 werd afgesloten op een zesde plaats.
Het meest succesvolle seizoen tot op heden was het seizoen 2014-2015. Het elftal werd kampioen van groep XIII van de Tercera División en na winsr van FC Ascó in de play offs van de kampioenen, werd de promotie afgedwongen.
Zo speelt de ploeg vanaf het seizoen 2015-2016 voor de eerste keer in de Segunda División B.  Voor het dorp Jumilla was dit de tweede keer in haar geschiedenis.  Voorganger Jumilla CF was na 24 seizoenen in de Tercera División erin geslaagd om tijdens het seizoen 2011-2012 uit te komen in de Segunda División B, waarna het faillissement van de club volgde.

## Gewonnen prijzen

### Nationale competitie
Kampioen Tercera División : 2014/2015
- 6 seizoen in Segunda División B
- 4 seizoenen in Tercera División

### Overzicht
| seizoen | competitie         | positie     | resultaat                  | Copa del Rey |
| ------- | ------------------ | ----------- | -------------------------- | ------------ |
| 2012/13 | Tercera División   | 4de plaats  | Play off, Behoud           |              |
| 2013/14 | Tercera División   | 6de plaats  | Behoud                     |              |
| 2014/15 | Tercera División   | Kampioen    | Promotie na winst play odd |              |
| 2015/16 | Segunda División B | 15de plaats | Behoud                     | 1ste ronde   |
| 2016/17 | Segunda División B | 10de plaats | Behoud                     |              |
| 2015/16 | Segunda División B | 15de plaats | Behoud                     | 1ste ronde   |
| 2016/17 | Segunda División B | 10de plaats | Behoud                     |              |
| 2017/18 | Segunda División B | 13de plaats | Behoud                     |              |
| 2018/19 | Segunda División B | 16de plaats | Play down en degradatie    |              |
| 2019/20 | Tercera División   |             |                            |              |